# إدوارد بي. كول
إدوارد بي. كول (بالإنجليزية: Edward B. Cole)‏ هو ضابط أمريكي، ولد في 23 سبتمبر 1879 في بوسطن في الولايات المتحدة، وتوفي في 18 يونيو 1918.